# Queens megye (New York)
Queens megye az Amerikai Egyesült Államokban, azon belül New York államban található. Lakosainak száma 2 252 196 fő (2023. július 1.). Queens megye Kings, Bronx County, New York County és Nassau megyékkel határos. Területe megegyezik New York város Queens városrészével.

## Népesség
A település népességének változása:

| 2023 | 2 252 196 |